# Hans Klein (polityk)
Hans „Johnny” Klein (ur. 11 lipca 1931 w Šumperku, zm. 26 listopada 1996 w Bonn) – niemiecki polityk, dziennikarz i urzędnik państwowy, deputowany do Bundestagu, w latach 1987–1990 minister.

## Życiorys
Urodził się w Czechosłowacji w rodzinie Niemców sudeckich. W latach 1950–1953 kształcił się w Wielkiej Brytanii w zakresie ekonomii i historii. Następnie do 1959 pracował w dziennikarstwie, był m.in. redaktorem „Heidenheimer Zeitung” i dziennikarzem „Hamburger Abendblatt”. Później przeszedł do pracy w dyplomacji, jako attaché prasowy przebywał na placówkach w Jordanii, Syrii, Iraku i Indonezji. W 1965 został członkiem biura prasowego kanclerza Ludwiga Erharda, a w 1968 stanął na czele służb prasowych Letnich Igrzysk Olimpijskich 1972.
W 1972 wstąpił do bawarskiej Unii Chrześcijańsko-Społecznej (CSU). Powrócił do pracy dziennikarskiej, działał również w Ziomkostwie Sudeckoniemieckim. W 1976 został wybrany na deputowanego do Bundestagu. Reelekcję uzyskiwał w każdych kolejnych wyborach do 1994 włącznie. W latach 1982–1987 pełnił funkcję rzecznika do spraw zagranicznych frakcji CDU/CSU.
W marcu 1987 został ministrem do spraw współpracy gospodarczej w trzecim gabinecie Helmuta Kohla. W kwietniu 1989 przeszedł na stanowisko ministra do zadań specjalnych, stając na czele federalnego biura prasowego. W grudniu 1990 odszedł z rządu, został wiceprzewodniczącym niższej izby niemieckiego parlamentu. Funkcję tę pełnił do czasu swojej śmierci w 1996.